# UC-55号潜艇
陛下之UC-55号艇是德意志帝国海军于第一次世界大战期间建造的其中一艘UC-II型近岸布雷潜艇或称U艇。它由但泽的帝国船厂承建，于1916年8月2日新船下水，至同年11月15日交付使用。其全长50.5米，水面及水下排水量分别为415吨和498吨，艇载武器则包括三具鱼雷发射管、六具水雷滑射槽以及一门88毫米口径甲板炮。UC-55号入役后曾被部署至驻北海的第一潜艇区舰队，并参与了大西洋潜艇战。通过其六次巡逻，共直接或间接击沉9艘协约国或中立国舰船，容积总吨累计为12988吨。1917年9月29日，UC-55号在设得兰群岛发生事故后遭英国驱逐舰西尔维亚号、抨击号和武装拖网船摩拉维亚号所合力击沉，艇内27名官兵中有17人被俘、10人阵亡。

## 设计
1915年秋天，由于中立国美国的干预，U艇战几乎陷入停顿，导致德国广泛开展《国际法》所允许的水雷战，从而使布雷潜艇的需求量相应增加。德意志帝国海军潜艇监察局（Inspektion des U-Bootwesens）的开发部门留意到了这一点，遂以UB-II型为基础，按照兼顾布雷效率和生产速度的要求，以41号工程的名义设计了UC-II型潜艇。为了弥补前型UC-I型的缺陷，UC-II型艇不仅更大，而且采用双轴推进系统。然而，与前型最主要的区别在于，UC-II型艇重新运用了双壳体结构。但它并非纯粹的双体潜艇，而是一种中间过渡型；因为外层没有封闭耐压壳体，而是作为鞍形水柜附在上方。
UC-55号是64艘UC-II型方案的其中一艘。这个亚型的艇体结构与UB-II型类似，但体积更大，全长为50.5米，并有3.61米的吃水深度；由于不再考虑铁路运输的装载限界，舷宽也得以增至5.22米。其水上和水下排水量分别为415吨和498吨。艇只采用两台科尔庭六缸四冲程600匹公制馬力（440千瓦特）柴油机用于水面运行，以及两台620匹公制馬力（460千瓦特）的BBC电动发电机用于水下航行；水面最高航速11.6節（21.5每小時），水下7.3節（13.5每小時）；能够在水面以7節（13每小時）航速续航9,450海里（17,500），或以4節（7.4每小時）连续在水下航行52海里（96）而无需充电。其潜没需时约为30秒，能够在50米的深度下运作。
作为布雷潜艇，UC-55号改将六具布雷滑射槽安装在艇体前部，每具储存井内的水雷数量增至3枚，即合共18枚UC200型水雷。布雷时只需将存储井底部的盖板打开，水雷便可凭借自身重量滑入水中。随着滑射槽长度增加，艇体艏楼的上层建筑被抬高，上层建筑与司令塔之间的凹陷处布置了一门88毫米30倍径速射炮作为甲板炮。但由于位置相对较低，火炮甲板在恶劣海况下很容易被涌浪淹没。此外，UC-55号还装备有三具500毫米鱼雷发射管，这极大提升了潜艇的攻击能力。其中艇艏两具外置在两侧、艇艉一具则为内置式，并可搭载合共7枚G6型鱼雷。其标准船员编制为3名军官及23名水兵。

## 历史
1916年1月12日，在海军元帅阿尔弗雷德·冯·提尔皮茨的倡议下，国家海军办公室分别向五家德国造船厂发包第三批次的UC-II型潜艇。UC-55号因此成为但泽帝国船厂承建的第一艘UC级潜艇，建造编号为37。它于1916年2月25日动工、8月2日新船下水，至同年12月2日在首度担任艇长的海军上尉卡尔·诺伊罗伊特的指挥下交付使用，随即展开海试。在诺伊罗伊特之后，特奥多尔·舒尔茨中尉和霍斯特·吕勒·冯·利连施特恩中尉也曾担任UC-55号的艇长。完成海试后，该艇于1917年2月15日正式被编入驻布伦斯比特尔科格的第一潜艇区舰队服役。
在不足一年服役生涯中，UC-55号参与了大西洋潜艇战，足迹遍及奥克尼群岛的柯克沃尔、科平赛岛、韦斯特雷岛，以及英格兰东北岸的桑德兰、斯卡布罗和老金塞尔角附近水域。通过其六次布雷及破交战巡逻，UC-55号合共击沉协约国或中立国的9艘商船，容积总吨累计为12988吨。其中，体积最大的受害者是注册吨位为4835吨的英国货轮默里氏族号（Clan Murray）；它于1917年5月29日在距法斯耐特岩西南约40海里（74）处遭舒尔茨发射鱼雷击沉，造成64人罹难，另有30人被俘。此外，排水量为440吨的英国皇家海军驱逐舰长鳍金枪鱼号也于1917年3月9日在柯克沃尔附近撞上UC-55号布设的水雷而受损，导致18名官兵阵亡，但该舰没有沉没，并在完成修复后于同年7月重新服役。
1917年9月25日，UC-55号从黑尔戈兰岛启程，前往勒威克海峡执行第六次、也是最后一次布雷巡逻，那里是设得兰群岛勒威克港的南部通道。四天后，即9月29日，当它抵达预定地点开始布设水雷的时候，艇只失去了平衡，导致其下潜超过了额定的最大潜航深度。这反过来又导致前舱进水、电池失效、氯气挥发。UC-55号被迫浮出水面强制通风，但当它浮出水面时，由于电池电量不足，舵机无法操舵。时任艇长利连施特恩中尉随即下令销毁秘密文件和电码本，并在水雷舱和轮机舱设置了凿沉装药。在装设炸药过程中，正在附近巡逻的英国武装拖网船摩拉维亚号（HMT Moravia）、驱逐舰抨击号和西尔维亚号发现了潜艇。
抨击号在距离3,400碼（3,100）处向UC-55号施射其前部4英寸炮，其中第三枚击中潜艇司令塔、杀死了利连施特恩，第五枚则击中水线下方的艇体；西尔维亚号也以12磅炮发动攻击，其中第二枚击中对方艇体。UC-55号开始下沉，驱逐舰继而将两枚深水炸弹投在潜艇旁边，导致其爆炸。摩拉维亚号随后靠拢沉船，又开了两炮，并投下最后一枚深水炸弹。在UC-55号艇内的27名官兵中，有17人被俘、10人阵亡。
UC-55号的残骸被认为位于60°3′13″N 0°57′57″W / 60.05361°N 0.96583°W处100米深的海底。1985年7月3日，当局通过侧扫声纳发现了一艘躺在其龙骨上的潜艇残骸，高约5.60米，长约50米。

## 袭击历史摘要
| 日期          | 船名         | 船籍         | 吨位 | 结局 |
| ------------- | ------------ | ------------ | ---- | ---- |
| 1917年3月9日  | 长鳍金枪鱼号 | 英國皇家海軍 | 440  | 击伤 |
| 1917年4月19日 | 伯利恒号     | 英国         | 379  | 击沉 |
| 1917年4月21日 | 格尔达号     | 挪威         | 979  | 击沉 |
| 1917年5月28日 | 阿斯特斯号   | 挪威         | 1531 | 击沉 |
| 1917年5月29日 | 默里氏族号   | 英国         | 4835 | 击沉 |
| 1917年5月30日 | 弗恩利号     | 英国         | 3820 | 击伤 |
| 1917年6月4日  | 克拉拉号     | 挪威         | 923  | 击沉 |
| 1917年7月8日  | 投机号       | 瑞典         | 291  | 击沉 |
| 1917年7月10日 | 弗拉玛号     | 英国         | 1920 | 击伤 |
| 1917年7月12日 | 巴尔扎克号   | 挪威         | 1720 | 击沉 |
| 1917年7月13日 | 莱号         | 挪威         | 509  | 击沉 |
| 1917年8月19日 | 罗萨里奥号   | 英国         | 1821 | 击沉 |

## 脚注
1. 1 2  Helgason, Guðmundur. . German and Austrian U-boats of World War I - Kaiserliche Marine - Uboat.net.   [2009-02-23].
2. ↑  Tarrant，第173頁.
3. 1 2 3  Gröner 1991，第31-32頁.
4. 1 2  Helgason, Guðmundur. . German and Austrian U-boats of World War I - Kaiserliche Marine - Uboat.net.   [2015-03-01].
5. ↑  Helgason, Guðmundur. . German and Austrian U-boats of World War I - Kaiserliche Marine - Uboat.net.   [2015-03-01].
6. ↑  Helgason, Guðmundur. . German and Austrian U-boats of World War I - Kaiserliche Marine - Uboat.net.   [2015-03-01].
7. ↑  陈进，第48頁.
8. ↑  . Navypedia.   [2022-09-16]. （原始内容存档于2023-01-20）.
9. ↑  陈进，第46頁.
10. ↑  Michelsen，第48頁.
11. ↑  陈进，第165頁.
12. ↑  NARS，第106頁.
13. 1 2  Helgason, Guðmundur. . German and Austrian U-boats of World War I - Kaiserliche Marine - Uboat.net.   [2015-03-01].
14. ↑  Helgason, Guðmundur. . German and Austrian U-boats of World War I - Kaiserliche Marine - Uboat.net.   [2022-10-21].
15. ↑  Helgason, Guðmundur. . German and Austrian U-boats of World War I - Kaiserliche Marine - Uboat.net.   [2022-10-21].
16. ↑  . National Library of Scotland: 12. July 1917  [2014-09-13].
17. ↑  Messimer，第295–296頁.
18. ↑  Williams，第153-157頁.
19. ↑  Baird，第286–287頁.
20. ↑  . RCAHMS.   [2022-10-21]. （原始内容存档于2014-05-12）.